# Minszk villamosvonal-hálózata
Minszk villamosvonal-hálózata a belarusz főváros villamosvonalainak összessége. Az első lóvasút 1892. május 22-én nyílt meg.
A villamosok 1520 mm-es nyomtávon közlekednek.

## Hálózat
A hálózat két főbb vonalból áll, melyek a városközpontban találkoznak. A városban öt pályavég-állomás található (az egyik közvetlenül a város határa előtt), valamint két köztes végállomás.

## Járműpark
| Kép | Típus       |
| --- | ----------- |
|     | AKSZM–60102 |
|     | AKSZM–843   |
|     | AKSZM–1M    |
|     | AKSZM–743   |

## Járatok
| Járatszám | Végállomások                             | Útvonal | Információ                                                  |
| --------- | ---------------------------------------- | --- | ----------------------------------------------------------- |
| 1         | DS "Zjaljoni Luh" - Ploscsa Mjasznyikova | Lahojszki trakt, vul. Jakuba Kolasza, vul. Csirvonaja, pr-t Maserava, vul. Kazlova, vul. Zmitraka Bjaduli, vul. Persamajszkaja, vul. Uljanavszkaja, vul. Babrujszkaja | A 3-as metró építése miatt ideiglenesen nem közlekedik      |
| 2         | Kasztricsnyickaja - Ploscsa Mjasznyikova | Kasztricsnyickaja vul., vul. Uljanavszkaja, vul. Babrujszkaja | A 3-as metró építése miatt ideiglenesen nem közlekedik      |
| 3         | DS "Szerabranka" - DS "Vozera"           | vul. Jakubava, vul. Pljahanava, vul. Davhabrodszkaja, vul. Kazlova, pr-t Maserava, vul. Davmana, Sztaravilenszki trakt                                                |                                                             |
| 4         | DS "Vozera" - Ploscsa Mjasznyikova       | Sztaravilenszki trakt, vul. Davmana, pr-t Maserava, vul. Kazlova, vul. Zmitraka Bjaduli, vul. Persamajszkaja, vul. Uljanavszkaja, vul. Babrujszkaja                   | A 3-as metró építése miatt ideiglenesen nem közlekedik      |
| 5         | DS "Vozera" - DS "Zjaljoni Luh           | Sztaravilenszki trakt, vul. Davmana, pr-t Maserava, vul. Csirvonaja, vul. Jakuba Kolasza, Lahojszki trakt                                                             |                                                             |
| 6         | DS "Zjaljoni Luh" - DS "Szerabranka"     | Lahojszki trakt, vul. Jakuba Kolasza, vul. Csirvonaja, pr-t Maserava, vul. Kazlova, vul. Davhabrodszkaja, vul. Pljahanava, vul. Jakubava                              |                                                             |
| 7         | DS "Szerabranka" - Ploscsa Mjasznyikova  | vul. Jakubava, vul. Pljahanava, vul. Davhabrodszkaja, vul. Kazlova, vul. Platonava, vul. Csapajeva, vul. Persamajszkaja, vul. Uljanavszkaja, vul. Babrujszkaja        | A 3-as metró építése miatt ideiglenesen nem közlekedik      |
| 9         | Traktarni zavod - DS "Szerabranka"       | vul. Davhabrodszkaja, vul. Pljahanava, vul. Jakubava |                                                             |
| 11        | DS "Szerabranka - pr-t Nyezalezsnaszci   | Lahojszki trakt, vul. Jakuba Kolasza, vul. Csirvonaja, pr-t Maserava                                                                                                  | Ideiglenesen, a szokásostól eltérően, minden nap közlekedik |

## Fordítás
- Ez a szócikk részben vagy egészben  a   Trams in Minsk című angol Wikipédia-szócikk ezen változatának fordításán alapul.  Az eredeti cikk szerkesztőit annak laptörténete sorolja fel. Ez a jelzés csupán a megfogalmazás eredetét és a szerzői jogokat jelzi, nem szolgál a cikkben szereplő információk forrásmegjelöléseként.
- Ez a szócikk részben vagy egészben  a(z)   Мінскі трамвай című belarusz Wikipédia-szócikk ezen változatának fordításán alapul.  Az eredeti cikk szerkesztőit annak laptörténete sorolja fel. Ez a jelzés csupán a megfogalmazás eredetét és a szerzői jogokat jelzi, nem szolgál a cikkben szereplő információk forrásmegjelöléseként.